# Ladrillar
Ladrillar ist ein Ort und eine westspanische Gemeinde (municipio) mit 185 Einwohnern (Stand: 2024) im äußersten Norden der Provinz Cáceres in der Autonomen Region Extremadura. Zur Gemeinde gehören auch die Weiler (pedanías) Cabezo, Las Mestas und Riomalo de Arriba.

## Lage
Der Ort Ladrillar gehört zur Landschaft der Hurdes und liegt knapp 150 km (Fahrtstrecke) nördlich der Provinzhauptstadt Cáceres nahe der Grenze zur Nachbarregion Kastilien-León in den südlichen Ausläufern der Sierra de Gata, dem westlichsten Teil des Iberischen Gebirges in einer Höhe von annähernd 690 m. Das Klima ist gemäßigt bis warm; Regen (ca. 550 mm/Jahr) fällt hauptsächlich im Winterhalbjahr.

## Bevölkerungsentwicklung
| Jahr      | 1857 | 1900 | 1950  | 2000 | 2017 | 2022 |
| Einwohner | 528  | 919  | 1.161 | 314  | 209  | 184  |

Der dramatische Bevölkerungsrückgang seit den 1950er Jahren ist im Wesentlichen auf die Mechanisierung der Landwirtschaft, die Aufgabe von bäuerlichen Kleinbetrieben und den damit einhergehenden Verlust an Arbeitsplätzen zurückzuführen.

## Wirtschaft
Die Gegend diente den Menschen seit der Antike als sommerliches Weidegebiet für ihre Schaf- und Ziegenherden. Nach Beginn der Sesshaftigkeit begann man mit dem Anbau von Oliven, Wein und Feigen; später kamen andere Obstsorten (Äpfel, Kirschen etc.) hinzu. Der Anbau von Gerste und anderen Feldfrüchten diente in früheren Jahrhunderten vorwiegend der Selbstversorgung. Wichtigste Handelswaren waren Holzkohle sowie Käse und Honig. Die heutzutage wichtigste Einnahmequelle des Ortes ist der Tourismus in Form der Vermietung von Ferienhäusern (casas rurales).

## Geschichte
Jungsteinzeitliche Jäger und Sammler durchstreiften das Gebiet; einige scheinen sich länger aufgehalten zu haben, denn es existieren mehrere Stelen mit Ritzzeichnungen. Kelten, Römer, Westgoten und Mauren beachteten die von Viehnomaden (Transhumanten) als Sommerweide genutzte Bergregion nur am Rande. Die ersten dauerhaften Siedlungen entstanden wohl erst im Hochmittelalter, doch gab es zu dieser Zeit weder Kirchen noch Kapellen; diese entstanden erst vom 17. bis 19. Jahrhundert. Im Jahr 1922 machte der spanische König Alfons XIII. auf seiner Reise durch die Hurdes im Weiler Las Mestas Station.

## Sehenswürdigkeiten

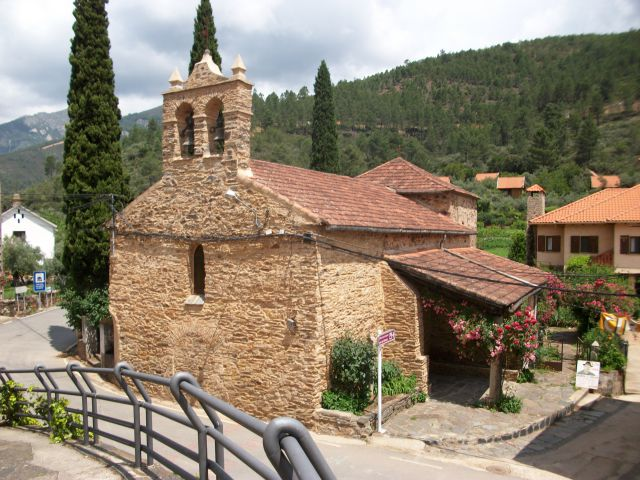
Las Mestas – Iglesia de Nuestra Señora del Carmen

- Die Kirche San Salvador stammt aus dem 18. Jahrhundert und gehört zum Bistum Coria. Ihr Kennzeichen ist die vorgezogene Portalzone aus unverputzten Feldsteinen mit einem zweigeteilten Glockengiebel (espadaña).

Umgebung
- Interessanter ist die im 17. Jahrhundert erbaute Kirche Nuestra Señora del Carmen im Weiler Las Mestas. Einziger Schmuck der aus aufgesammelten Feldsteinen erbauten Kirche ist ihr Glockengiebel. Das ehemalige Westportal wurde zugemauert; stattdessen erhielt das Kirchlein einen neuen Eingang mit Vorhalle auf der Südseite.